# 北村晃一
北村 晃一（きたむら こういち、1946年7月8日 - ）は、日本の俳優。本名同じ。
京都府京都市出身。身長172cm。京都府立桃山高等学校、多摩芸術学園（現・多摩美術大学）卒業。

## 人物
1969年、新国劇に入り俳優となる。
1970年『新網走番外地 大森林の決斗』で準主役に抜擢されて以降、東映の映画やテレビドラマに出演し、テレビでは『特別機動捜査隊』（NET）や『イナズマン』（同）にレギュラー出演した。『イナズマン』では主人公の相棒・丸目豪作を演じ、共演した伴大介は「自分の存在意義をわきまえて、譲るべきところは譲るということがきちんとできる役者だった」と評している。また、当時すでに既婚者であった。
その後は、時代劇などの悪役に転じ、映像作品を中心に活躍。丹羽長秀役を演じた1973年の『国盗り物語』をはじめとして、NHK大河ドラマでも常連俳優である。
特技は、日本舞踊、長唄、殺陣、乗馬、料理。

## 出演

### テレビドラマ
- 妖術武芸帳 第13話「怪異人影殺」（1969年、TBS）
- 柔道一直線 第34話「第二柔道部の竜」 - 第40話「さらば鬼車」（1970年、TBS） - 力石竜
- 大河ドラマ（NHK）
  - 樅ノ木は残った 最終回「断琴断歌」（1970年）
  - 国盗り物語（1973年） - 丹羽長秀
  - 勝海舟 第31話「別れ」 - 第33話「三条木屋町」（1974年） - 安岡正助
  - 元禄太平記（1975年） - 山吉新八郎
  - 風と雲と虹と 第15話「伊予の海霧」（1976年） - 武蔵の手下
  - 花神（1977年） - 山田善次郎
  - 峠の群像 第41話「江戸へ向かう」、第42話「吉良の抜け穴」（1982年） - 若松新左衛門
  - 山河燃ゆ 第1話「昭和11年、雪が」（1984年） - 税関監史
  - 武田信玄 第47話「三方ヶ原の戦い」（1988年） - 天野景連
  - 翔ぶが如く 第一部 第27回「王政復古」（1990年） - 会津兵
  - 信長 KING OF ZIPANGU 第9回「道三敗死」（1992年） - 捨丸
  - 花の乱 第9話「米狂言」（1994年） - 乾嘉
  - 功名が辻（2006年） - 遠藤喜右衛門
- 大忠臣蔵 第34話「若き獅子たち」（1971年、NET） - 侍
- 太陽の恋人（1971年、TBS） - 馬場修平
- 君たちは魚だ（1972年、ABC） - 坂崎選手
- お祭り銀次捕物帳 第16話「殺し屋が来た」（1972年、CX）
- 連続テレビ小説 / 藍より青く（1972年 - 1973年、NHK） - 浜本厚
- 特別機動捜査隊（1972年 - 1973年、NET） - 村井刑事
  - 第763話「逆光線の女」（1976年） - 横井
- どっこい大作 第6話「のびたラーメン一千万円!!」、第12話「そのタレを逃すな!!」（1973年、NET） - 片岡茂
- イナズマン（1973年 - 1974年、NET） - 丸目豪作
- ザ・ボディガード 第1話「夕焼けの暗殺者」（1974年、NET）
- 幡随院長兵衛お待ちなせえ（1974年、MBS）
  - 第14話「女が燃える!」
  - 第24話「哀しい女」
- 荒野の素浪人 第2シリーズ 第29話「第三の女」（1974年、NET） - 大山弥市
- ポーラテレビ小説 / やっちゃば育ち（1974年、TBS）
- おんな浮世絵・紅之介参る! 第9話「悲しき仕掛人」（1974年、NTV） - 牧野源之進
- 破れ傘刀舟悪人狩り 第6話「どぶ沼の夜の花」（1974年、NET） - 榊原真吾
- 右門捕物帖 第37話「お島恨み節」（1974年、NET） - 新助
- 伝七捕物帳 （NTV） 
  - 第41話「殺しの投げ文」（1974年）  - 田次郎
  - 第59話「お天道さまに申訳けない」（1975年） - 庄吉
- ザ★ゴリラ7 第3話「ハイジャック特攻作戦」（1975年、NET）
- 長崎犯科帳 第15話「花嫁替玉大作戦」（1975年、NTV） - 三村市之進
- 刑事くん 第3部 第53話「恋と友情と」（1975年、TBS） - 山下光二
- 夜明けの刑事 第40話「恐怖の連続ピストル魔を追え!」（1975年、TBS） - 赤石元次
- 非情のライセンス 第2シリーズ（NET）
  - 第50話「兇悪の金」（1975年） - 原口
  - 第111話「島原哀歌」（1976年） - 工藤精一
- 大江戸捜査網（12CH）
  - 第121話「闇の帝王を裁け!」（1976年）
  - 第199話「緊急指令! 人質を救出せよ」（1977年） - 香月周作
- 子連れ狼 第3シリーズ 第10話「魔道旅道しるべ」（1976年、NTV） - 海彦
- 銭形平次 第538話「追われていた男」（1976年、CX） - 秋葉平八郎 ※大川橋蔵版
- お耳役秘帳 第26話「さらばお耳役」（1976年、KTV） - 加東次
- ご存知!女ねずみ小僧 第8話「いろは湯が乗ッ取られた」（1977年、CX） - 辰吉
- 人形佐七捕物帳 第34話「逆夢を買った女」（1977年、ANB） - 商人
- 大都会 PARTIII 第6話「野良猫の牙」（1978年、NTV） - 嵯峨テツオ
- 新五捕物帳（NTV）
  - 第47話「月とすっぽん」（1978年） - 新之介
  - 第127話「本所なみだ橋」（1980年） - 村田元司郎
  - 第147話「胸に灯す母の顔」（1981年） - 太吉
- 日本巌窟王 第6回「天主の宝」（1979年、NHK）
- 風の隼人 第27回「夕陽の決闘」（1980年、NHK） - お庭番
- 二百三高地 愛は死にますか 第6話「白襷隊全滅」（1981年、TBS） - 軍医
- 空よ海よ息子たちよ（1981年、TBS）
- 斬り捨て御免! 第2シリーズ 第22話「江戸浪人街の血闘」（1981年、12CH） - 相模
- Gメン'75　第333話 「悪魔を呼ぶ子供」（1981年、TBS）−刑事Ｂ
- 幻之介世直し帖 第20話「ここが思案の敵討ち」（1982年、NTV） - 本多
- ある晴れた日に（1982年、ANB）
- 眠狂四郎円月殺法 第13話「いのち花わかれ盃情炎剣 -袋井の巻-」（1983年、TX） - 加東次
- 時代劇スペシャル（CX）
  - 素浪人罷り通る 涙に消えた三日極楽（1983年） - 又蔵
  - 人形佐七捕物帳（1984年） - 亀安
- 眠狂四郎無頼控 第21話「座頭殺法! 闇を斬る仕込杖」（1983年、TX）
- ザ・サスペンス / 寝台特急"紀伊"殺人行（1984年、TBS） - 鈴木刑事
- 暴れん坊将軍（ANB）
  - 暴れん坊将軍II
    - 第100話「青春よさらば! 北の恋唄」（1985年） - 望月左馬助
    - 第184話「夜叉の涙はあかね色!」（1987年） - 浮田四郎五郎

  - 暴れん坊将軍III
    - 第16話「三つ葉葵は地獄の紋章!?」（1988年） - 中村
    - 第51話「庶民の夢を喰った奴!」（1989年） - 安西和馬
    - 第85話「め組の半次郎の天国と地獄」（1989年） - 中山
    - 第112話「秩父はたおり唄」（1990年） - 篠田

  - 暴れん坊将軍IV
    - 第9話「人情! め組の成金騒動」（1991年） - 松崎
    - 第32話「将軍暗殺! 女豹が飛んだ」（1991年） - 浅利小兵衛

  - 暴れん坊将軍V 第8話「母の願いは人斬り稼業!?」（1993年） - 片山宗久
  - 暴れん坊将軍VI
    - 第15話「遠い昔の花嫁衣裳」（1995年） - 吉田丹青
    - 第47話「帰って来た次男坊鴉」（1995年） - 戸田雄助

  - 暴れん坊将軍VII 第1話「江戸っ子神輿が吉宗を呼ぶ!」（1996年） - 猿渡幻蔵
- 特命刑事ザ・コップ 第8話「替え玉逃亡をふせげ!」（1985年、ABC）
- 必殺仕事人V・旋風編 第11話「主水の隠し子現れる」（1986年、ABC） - 伊吹
- 武蔵坊弁慶 第29話「安宅の関」（1986年、NHK） - 矢萩十郎
- 若大将天下ご免! 第25話「後家のつっぱり、命は要らぬ!」（1987年、ANB） - 宮入
- 銭形平次 第32話「間違えられた人質」（1987年、NTV） ※風間杜夫版
- 華の嵐（1988年、THK）
- 日本ジャンバルジャン物語 愛無情（1988年、THK）
- 夏の嵐 第58話（1989年、THK）
- ラストダンス（1990年、THK）
- 将軍家光忍び旅（ANB）
  - 第1シリーズ 第15話「旅人泣かせの船宿退治」（1991年） - 寅造
  - 第2シリーズ 第2話「近江路、直訴状の女」（1992年） - 赤山五郎太
- 花と龍（1992年、TBS）
- 木曜ゴールデンドラマ / 教祖裕子の憂うつ（1992年、YTV）
- 将軍家光忍び旅II 第2話「近江路、直訴状の女」（1992年、ANB） - 赤山五郎太
- はやぶさ新八御用帳 第3話「お化け女郎」（1993年、NHK）
- 花王ファミリースペシャル / 裸の大将63 逃げろ逃げろ! 子連れの清の子守歌・水沢編（1993年、CX）
- 名奉行 遠山の金さん（ANB）
  - 第6シリーズ 第1話「マル秘大奥女中謎の死」（1994年） - 運慶
  - 第7シリーズ 第18話「復讐の女! 雨の仕掛け長屋」（1996年） - 元円
- 銭形平次 第4シリーズ 第11話「奇妙な約束」（1994年、CX） ※北大路欣也版
- 土曜ワイド劇場（ANB→EX）
  - 松本清張スペシャル・状況曲線（1994年） - 柳原孝助
  - おとり捜査官・北見志穂8 妖しい傷跡の死美人（2004年）
- 徳川剣豪伝 それからの武蔵 第五部「必殺破魔の剣! 柳生の陰謀を斬る」（1996年、TX） - 常観
- 水戸黄門（TBS）
  - 第24部
    - 第17話「女目明し仇討ち悲願 -小倉-」（1996年） - 凡天の源太
    - 第27話「一陽来復米沢の春 -米沢-」（1996年） - 寅吉

  - 第27部 第14話「母と逢わせた観音様・大館」（1999年） - 仙吉
  - 第28部 第24話「恋した人は謎の隠密 -赤穂-」（2000年） - 川村
  - 第32部 第7話「臆病風を吹っ飛ばせ! -高岡-」（2003年） - 般若の弥平次
  - 第36部 第10話「夫婦の絆は河内節 -天橋立-」（2006年） - 常造
  - 第43部 第21話「嗚呼、人生に涙あり -水戸-」（2011年） - 加藤
- 大岡越前 第14部 第19話「無情に泣いた愛の折鶴」（1996年、TBS） - 富蔵
- さむらい探偵事件簿 第6話「恋する妊婦の物語」（1996年、NTV）
- 快刀!夢一座七変化 第14話「危機一髪! 吉原の遊女を救え」（1997年、ANB） - 熊谷弦太郎
- 赤穂浪士（1999年、TX）
- 痛快!三匹のご隠居 第2話「消えた三百両!? 老人力をなめるなよ」（1999年、ANB） - 草壁久馬
- 南町奉行事件帖 怒れ!求馬II 第4話「女将と泥棒・味な対決」（1999年、TBS） - 粂次
- 大江戸を駈ける! 第4話「師走の目撃者（両国）」（2000年、TBS） - 常吉
- 聖断（2005年、TX） - 池田純久
- 俺の空 刑事編 第7話「最終章!! 刑事殺し さらば愛しき人よ…」（2011年、EX） - 商店街の店主
- 相棒 Season10 第14話「悪友」（2012年、EX） - 横坂組長

### 映画
- 新網走番外地 大森林の決斗（1970年、東映） - 庄司富士夫
- 関東テキヤ一家 喧嘩火祭り（1971年、東映） - 猪子健一
- 二百三高地（1980年、東映） - 寺島大尉
- わるいやつら（1980年、松竹）
- 日本海大海戦 海ゆかば（1983年、東映）
- 必殺! THE HISSATSU（1984年、松竹）
- 親鸞 白い道（1987年、松竹）
- ソナチネ（1993年、松竹） - 助っ人
- 白痴（1999年、東宝） - 軍の将校
- デスノート the Last name（2006年、ワーナー・ブラザース）
- 大日本人（2007年、松竹） - 司令官

### オリジナルビデオ
- 新・静かなるドン（1997年、ケイエスエス）
- 新・静かなるドン2（1997年、ケイエスエス）
- 新・静かなるドン3（1998年、ケイエスエス）
- 新・静かなるドン4（1998年、ケイエスエス）
- 新・静かなるドン5（1998年、ケイエスエス）
- 新・静かなるドン6（1998年、ケイエスエス）
- 女囚Σ-シグマ-（2006年、GPミュージアム）
- 白竜 シノギの報酬（2006年、GPミュージアム） - 天草空手道場 道場主 天草泰三
- 首領がゆく3（2006年、GPミュージアム）
- 修羅之魂〜侠客立志編〜（2008年、GPミュージアム）
- 白竜8 六本木侵攻（2010年） - 王道会会長　大城重樹

### 舞台
- 人斬り以蔵（1970年、新国劇）

### CM
- 武田薬品工業 アリナミンA